# Río Cinaruco
Le río Cinaruco est une rivière d'Amérique du Sud, affluent de l'Orénoque en rive gauche, dont la source est en Colombie et le parcours majoritairement au Venezuela.

## Géographie
Le Río Cinaruco fait 480 km de longueur.